# Проклятый сезон
«Проклятый сезон» (англ. Dark Blue) — американский художественный фильм в жанре неонуарного криминального триллера режиссёра Рона Шелтона, вышедший в 2002 году.

## Сюжет
Лос-Анджелес, 1992 год. На улицах города ощущается напряжение в связи с делом Родни Кинга, которое скоро выльется в массовые беспорядки известные как Лос-анджелесский бунт.

## В ролях
| Актёр            | Роль                                          |
| ---------------- | --------------------------------------------- |
| Курт Рассел      | сержант Элдон Перри                           |
| Скотт Спидмен    | детектив Бобби Киоу                           |
| Брендан Глисон   | коммандер Джек Ван Метер                      |
| Винг Рэймс       | помощник начальника полиции Артур Холанд      |
| Майкл Мишель     | сержант Бет Уильямсон                         |
| Master P         | «Маньяк»                                      |
| Kurupt           | Деррил Орчард                                 |
| Дэш Майхок       | Гэри Сидвел                                   |
| Джонатан Бэнкс   | заместитель начальника полиции Джеймс Бэркомб |
| Лолита Давидович | Салли Перри                                   |
| Марин Хинкль     | помощник окружного прокурора Дина Шультц      |
| Ханди Александер | Джанель Холланд                               |

## Критика
На сайте-агрегаторе обзоров Rotten Tomatoes 59 % из 131 отзыва критиков являются положительными.

## Прокат
Сборы фильма в североамериканском прокате составили  9 250 301 $, из которых 3 880 688 $ были получены в первый уик-энд (21-23 февраля 2002 года), стартовав на 9 строчке на 2 176 экранах.